# (1956) Artek
(1956) Artek (aussi nommé 1969 TX1) est un astéroïde de la ceinture principale, découvert le 8 octobre 1969 par Lioudmila Tchernykh à l'observatoire d'astrophysique de Crimée, en Ukraine. 
Il a été nommé d'après le camp Artek, centre international pour enfants, situé en Ukraine.